# 일본의 범죄
이 문서는 일본의 범죄에 대한 설명이다.

## 개요
일본의 범죄와 관련된 자료는 법무성이 1926년 이후의 자료를 《범죄백서》에서 1960년도 이후부터 제작하거나, 일본 경찰청이 1946년 이후의 자료를 《경찰백서》와 《경찰통계》에서 서술하여, 공개하고 있다.